# غوستافو شمس
غوستافو شمس (بالفرنسية: Gustavo Chams)‏ (و. 1994  م) هو مصور، ومصور موضة، ومخرج فني، ومصمم جرافيك، وفنان من كندا، والبرازيل، ولد في سانت أندري.

## التعليم
تعلم في Visual College of Art and Design ‏.

## وصلات خارجية
- غوستافو شمس على موقع IMDb (الإنجليزية)

- غوستافو شمس في قاعدة بيانات الأفلام على الإنترنت